# Agitoe
Agitoe (Armeens: Աղիտու) is een plaats in Armenië. Deze plaats ligt in de marzer (provincie) Sjoenik. Deze plaats ligt 153 kilometer (hemelsbreed) van de Jerevan (de hoofdstad van Armenië) af.

## Foto's

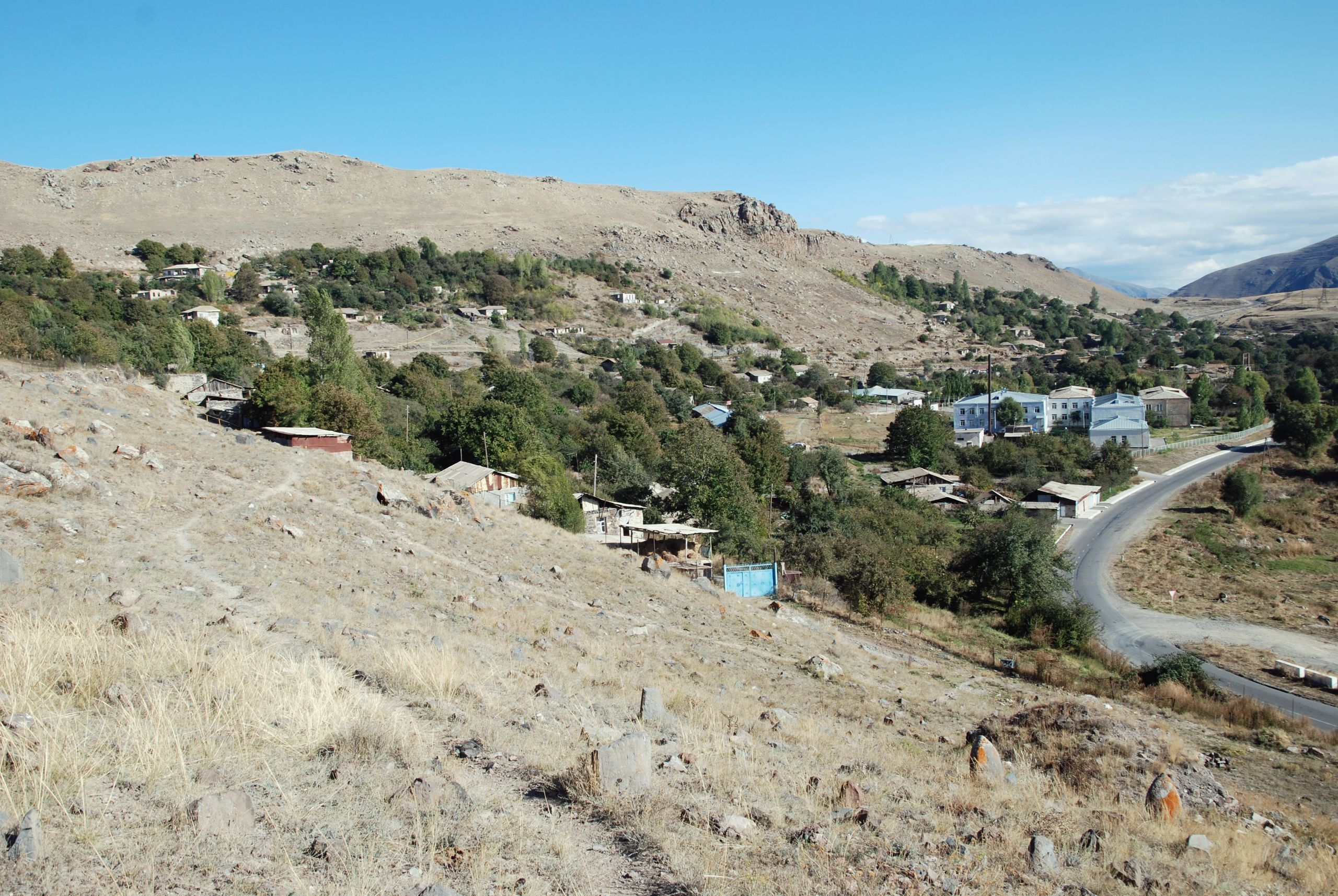
Moslim begraafplaats
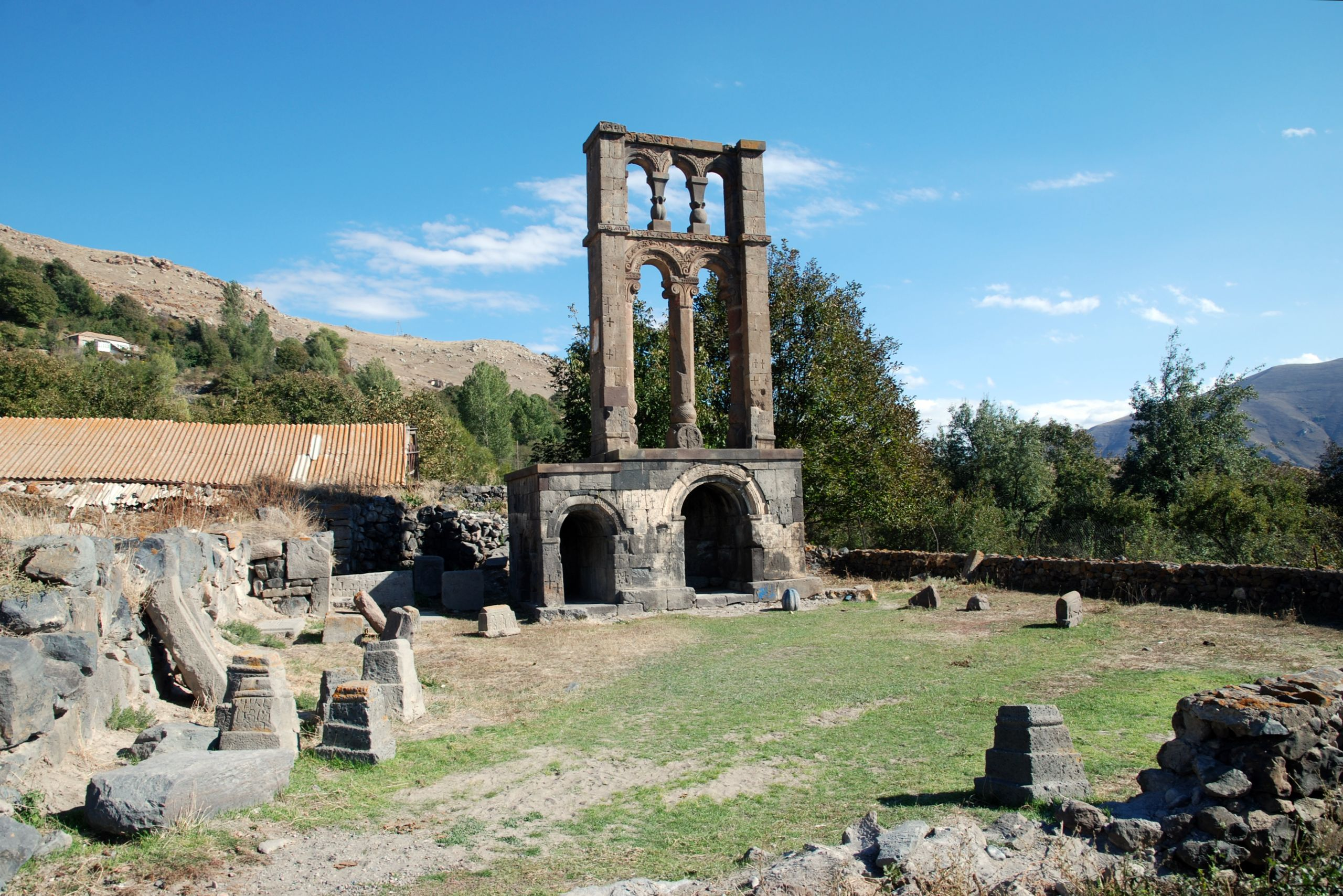
Monument